# Серганка (приток Серганки)
Серганка — река в России, протекает по Пензенской области. Устье реки находится в 2,6 км по левому берегу реки Серганка на высоте 181,8 метра над уровнем моря. Длина реки составляет 10 км.

## Данные водного реестра
По данным государственного водного реестра России относится к Окскому бассейновому округу, водохозяйственный участок реки — Мокша от истока до водомерного поста города Темников, речной подбассейн реки — Мокша. Речной бассейн реки — Ока.
Код объекта в государственном водном реестре — 09010200112110000027162.